# Criolla grande
Criolla grande ist eine hellrote Rebsorte. Am weitesten verbreitet ist sie in Argentinien, wo sie die meistangebaute Rebsorte ist. Sie belegt dort 35.000 ha.
Criolla grande ist eine hellere Variation der roten Rebsorte Mission die ihrerseits vermutlich mit País identisch ist.
Es wird vermutet, dass sowohl Criolla grande als auch Mission und Cereza von Reben abstammen die der Jesuitenpater Cédron im Jahr 1557 nach Argentinien brachte. Sie sollen erstmals in der Umgebung von Santiago del Estero angepflanzt worden sein.
Der Ertrag von Criolla grande ist groß.  Aus ihr werden mehr oder weniger dunkle Weiß- oder Roséweine für den Massenmarkt erzeugt die oft in Schlauchgebinden oder großen Flaschen abgefüllt werden. Diese Weine dienen oft auch zum Verschneiden mit kräftigen Rotweinen. Criolla grande wird auch in großem Umfang als Tafeltraube verwendet.
Siehe auch den Artikel Weinbau in Argentinien oder die Liste von Rebsorten.
Synonyme: Criolla, Criolla Sanjuanina, Sanjuanina Rosada, Uva Tierna
Die Rebsorte Criolla Chica ist eine hellere Spielart von Criolla grande.